# Heterorachis suarezi
Heterorachis suarezi là một loài bướm đêm trong họ Geometridae.